# Lythria gawerdowskaja
Lythria gawerdowskaja är en fjärilsart som beskrevs av Kolossow 1936. Lythria gawerdowskaja ingår i släktet Lythria och familjen mätare. Inga underarter finns listade i Catalogue of Life.